# Josef František Karel z Lobkovic
Josef František Karel z Lobkowicz (zjednodušeným pravopisem z Lobkovic, německy Joseph Franz Karl von Lobkowitz; 17. února 1803 Vídeň – 18. března 1875 Praha) byl český šlechtic, zakladatel dolnobeřkovické linie knížecího rodu Lobkowiczů (Lobkoviců), generál jezdectva.

## Život

### Původ a rodina

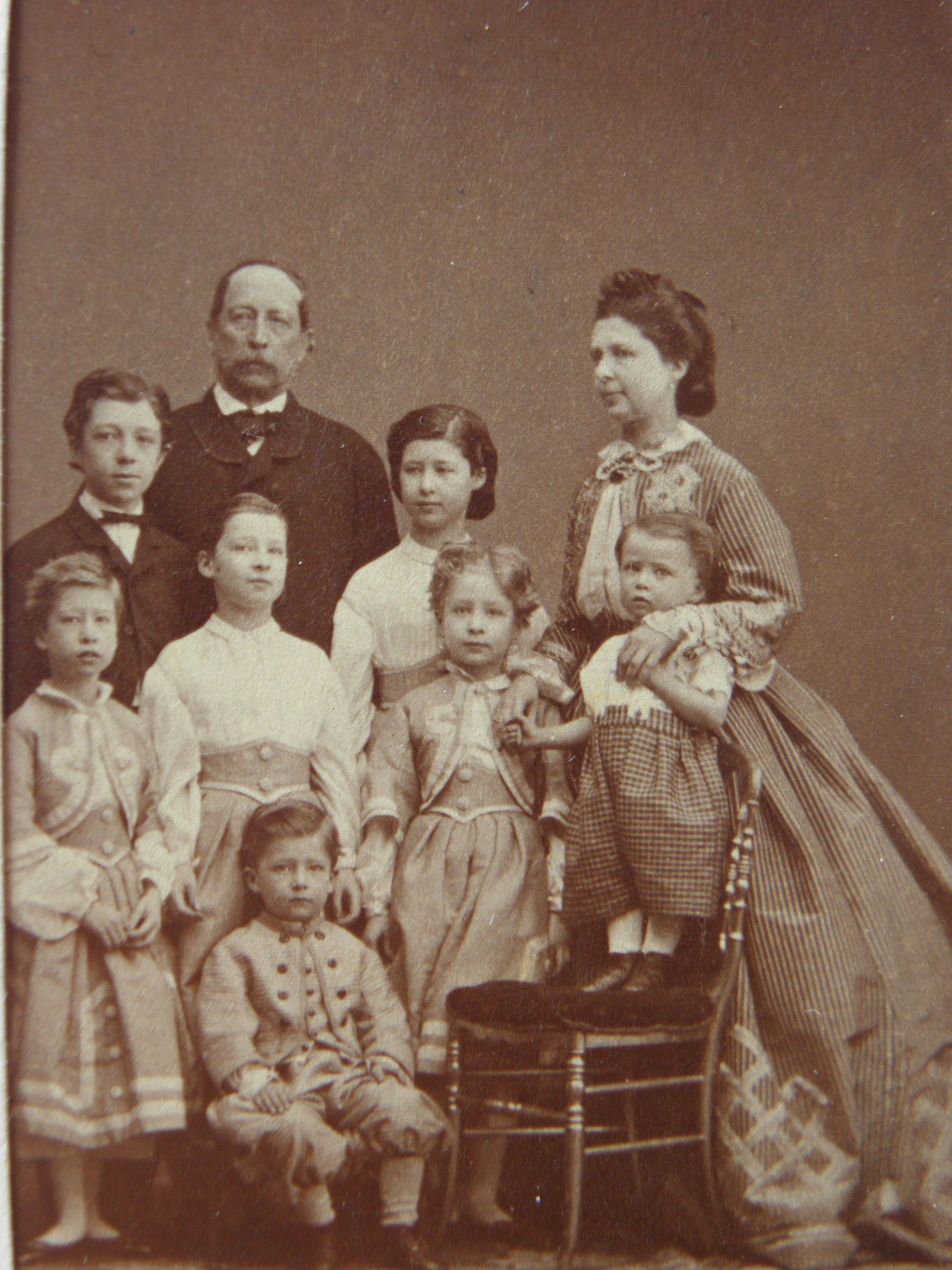
Josef z Lobkowicz (1803–1875) a jeho choť Zdeňka (1828–1917) s dětmi

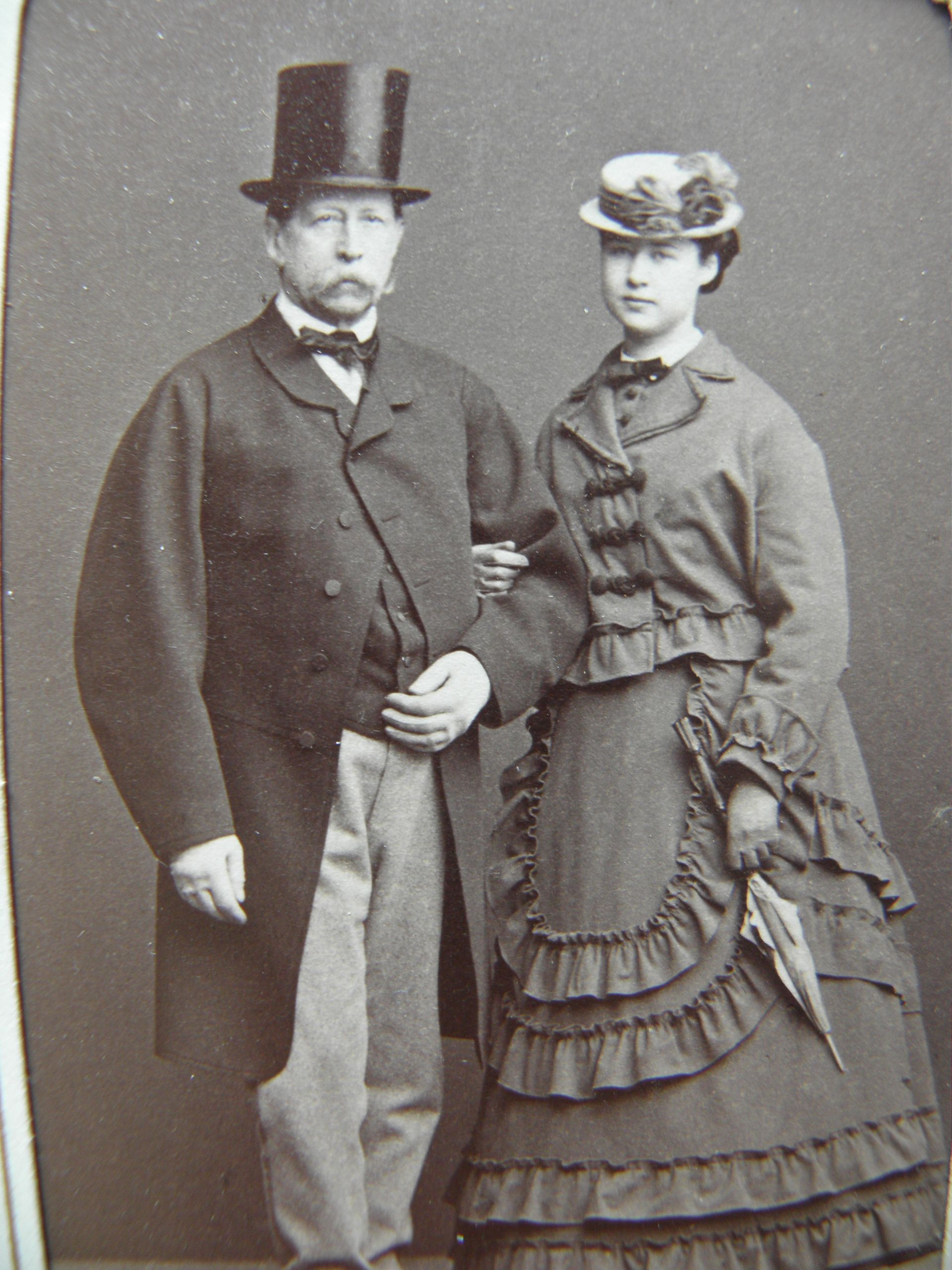
Josef František z Lobkowicz se svou dcerou Bertou Brühl (1851–1887)

Pocházel ze šlechtického rodu Lobkoviců. Byl synem knížete Josefa Františka Maxmiliána z Lobkowicz (1772–1816), který proslul mimo jiné podporou Ludwiga van Beethovena, a jeho manželky Marie Karolíny ze Schwarzenbergu (1775–1816). V generaci Josefa Františka Karla došlo k rozdělení roudnické primogenitury rodu na tři linie: roudnickou, křimickou a dolnobeřkovickou.

### Veřejné, politické a vojenské aktivity
Byl císařsko-královský komoří, od roku 1854 tajný rada. Od mládí sloužil v armádě, jeho vojenská kariéra ale v širším kontextu nemá větší význam. S ohledem na svůj původ dosáhl v roce 1844 hodnosti generálmajora, v revolučních letech 1848–1849 byl povýšen do hodnosti polního podmaršála (1849). S čestnou hodností generála jezdectva byl v roce 1860 penzionován. Byl majitelem kyrysnického pluku č. 4 a komtur Leopoldova řádu. V roce 1854 byl pár měsíců nejvyšším hofmistrem císařovny Alžběty Bavorské.

## Majetkové a rodinné poměry
Při dělení otcova dědictví obdržel v roce 1830 od staršího bratra Ferdinanda Josefa panství Dolní Beřkovice na Mělnicku s připojeným statkem Cítov. Zámek Dolní Beřkovice se stal Josefovým hlavním sídlem a v roce 1853 byl novogoticky upraven, adaptovány byly také zámecké interiéry. Z pozůstalosti po strýci Veriandu Windischgrätzovi přikoupil v roce 1868 velkostatky Poláky a Vintířov v severních Čechách. Také zámek ve Vintířově poté prošel novogotickou stavební úpravou.
Princ Josef František Lobkowicz byl dvakrát ženatý. První sňatek uzavřel 20. srpna 1835 v Praze s Antonií Kinskou z Vchynic a Tetova (15. července 1815 Praha – 31. prosince 1835 Pardubice), dcerou generála Karla Kinského (1766–1831) a Alžběty z Thun-Hohensteinu. Manželka však po čtyřech měsících zemřela. Podruhé se oženil ve Vídni v květnu 1848 se svou vzdálenou příbuznou princeznou Marií Sidonií (Zdeňkou) z Lobkowicz (4. října 1828 Lvov – 25. února 1917 Dolní Beřkovice), dcerou knížete Augusta Longina z Lobkowicz (1797–1848), hlavy mělnické sekundogenitury rodu, a jeho manželky Berty ze Schwarzenbergu (1807–1883). Z tohoto svazku vzešlo devět dětí.
- 1. Ferdinand Jiří August (1850–1926), nejvyšší maršálek Českého království, poslanec českého zemského sněmu, člen rakouské Panské sněmovny, c. k. tajný rada, komoří, rytíř Řád zlatého rouna, manž. 1883 Ida hraběnka Podstatská z Lichtenštejna (1865–1919)
- 2. Anna Berta (1851–1887), manž. 1874 Friedrich Franz hrabě von Brühl (1848–1911), dědičný člen Panské sněmovny Pruského království
- 3. Josefína Marie Polyxena (1853–1898), manž. 1879 Ludvík hrabě Arco (1840–1882), bavorský královský komoří
- 4. Gabriela Marie (1855–1917), dáma Řádu hvězdového kříže, manž. 1886 Klement August hrabě von Korff-Schmising-Kerssenbrock (1839–1913), c. k. komoří, rytmistr, majitel velkostatku Líšťany
- 5. Alžběta Marie Terezie (1856–1936), c. k. palácová dáma, dáma Řádu hvězdového kříže, manž. 1886 František Adolf Maria svobodný pán Morsey-Picard (1854–1926), PhDr., poslanec Říšské rady
- 6. Zdenko Vincenc Maria Kašpar (1858–1933), c. k. polní podmaršál, generální pobočník císaře Karla I., tajný rada, komoří, rytíř Řádu zlatého rouna, manž. 1883 Paula Marie hraběnka Schönbornová (1861–1922), c. k. palácová dáma, dáma Řádu hvězdového kříže
- 7. August Jiří Ferdinand Maria (1862–1921), c. k. plukovník, nejvyšší hofmistr arcivévody Leopolda Salvátora, tajný rada, komoří
- 8. Anna Marie (1867–1957), dáma Řádu hvězdového kříže, nositelka velkokříže Alžbětina řádu, manž. 1889 Karel Filip kníže von Wrede (1862–1928), bavorský královský komoří, dědičný člen horní komory sněmovny Bavorského království
- 9. Rosa Marie (1867–1951), dáma Řádu hvězdového kříže, manž. 1900 Gordian Maria Ernst svobodný pán Gudenus (1866–1957), c. k. komoří, rytmistr